# Дахма

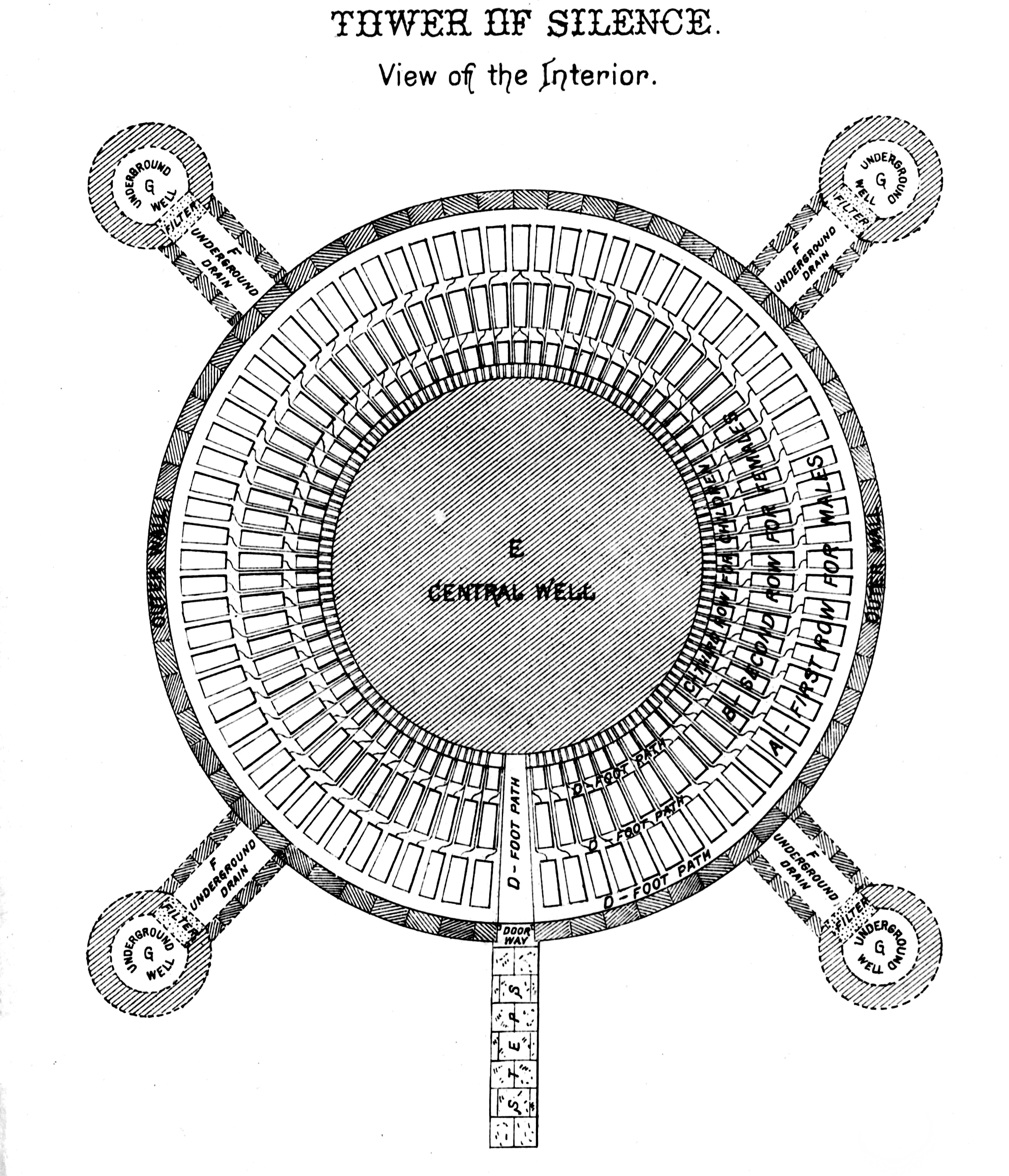
Внутренний вид дахмы

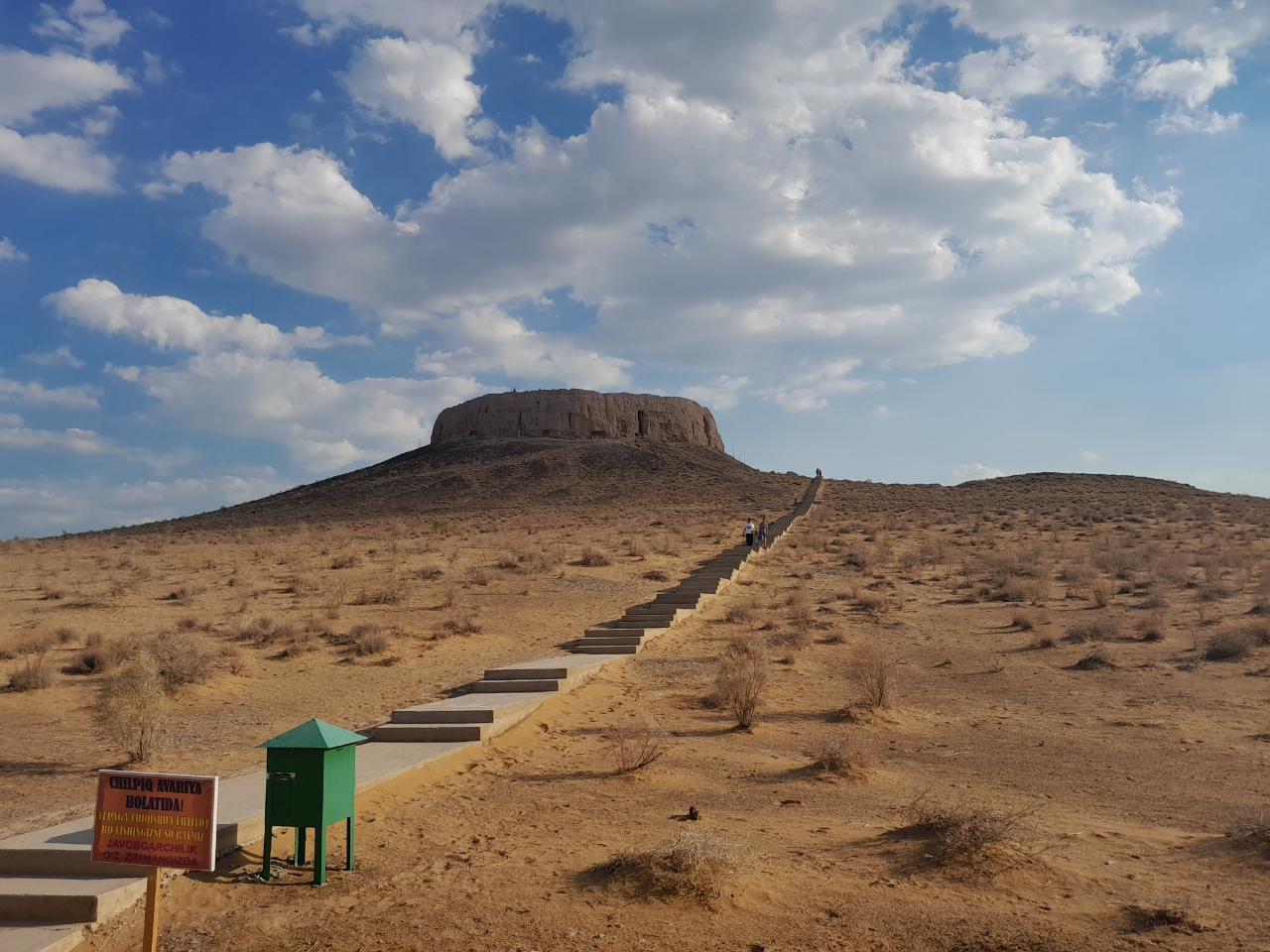
Чилпык — древняя «башня молчания» в Узбекистане

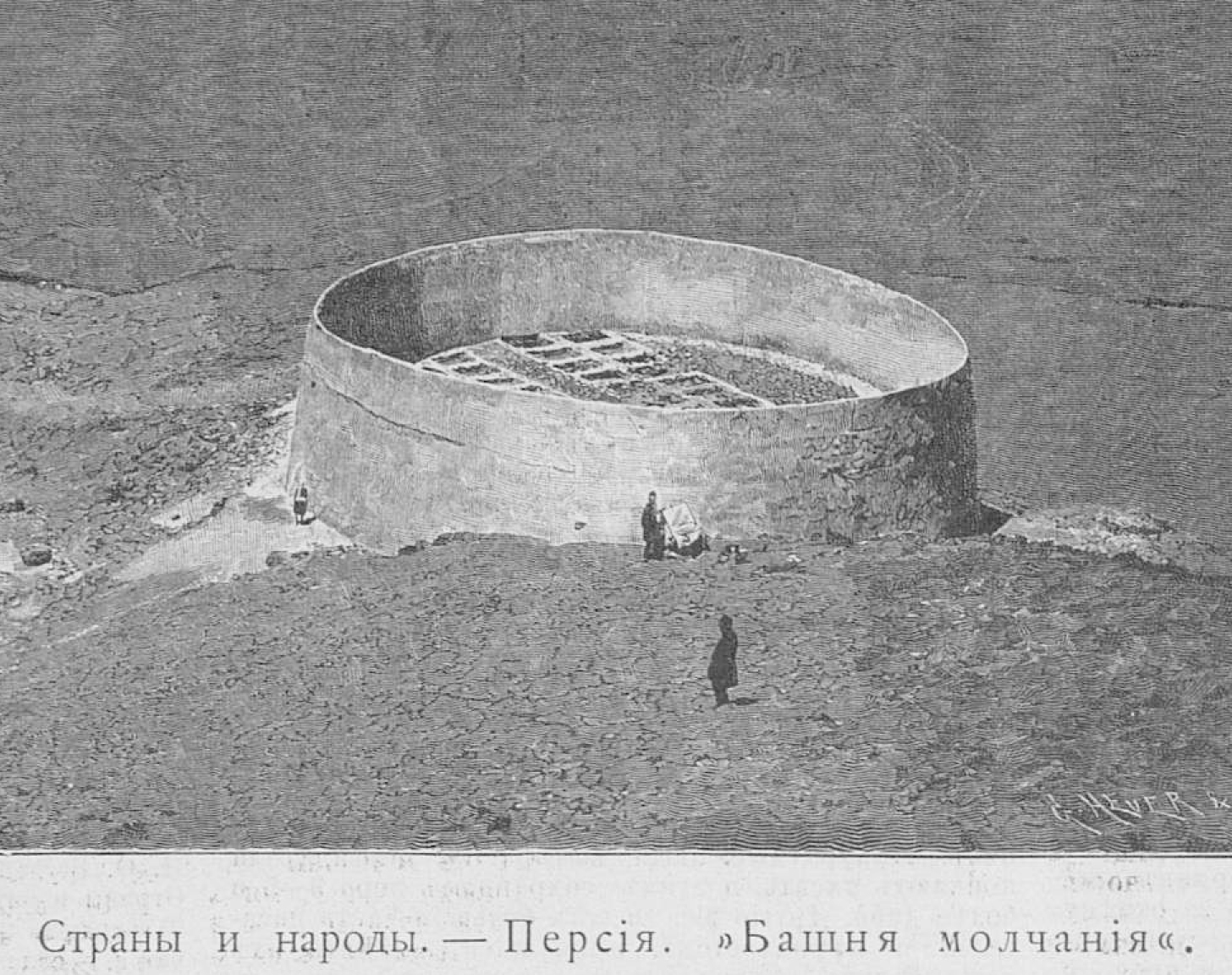
«Башня молчания» в Персии, XIX век

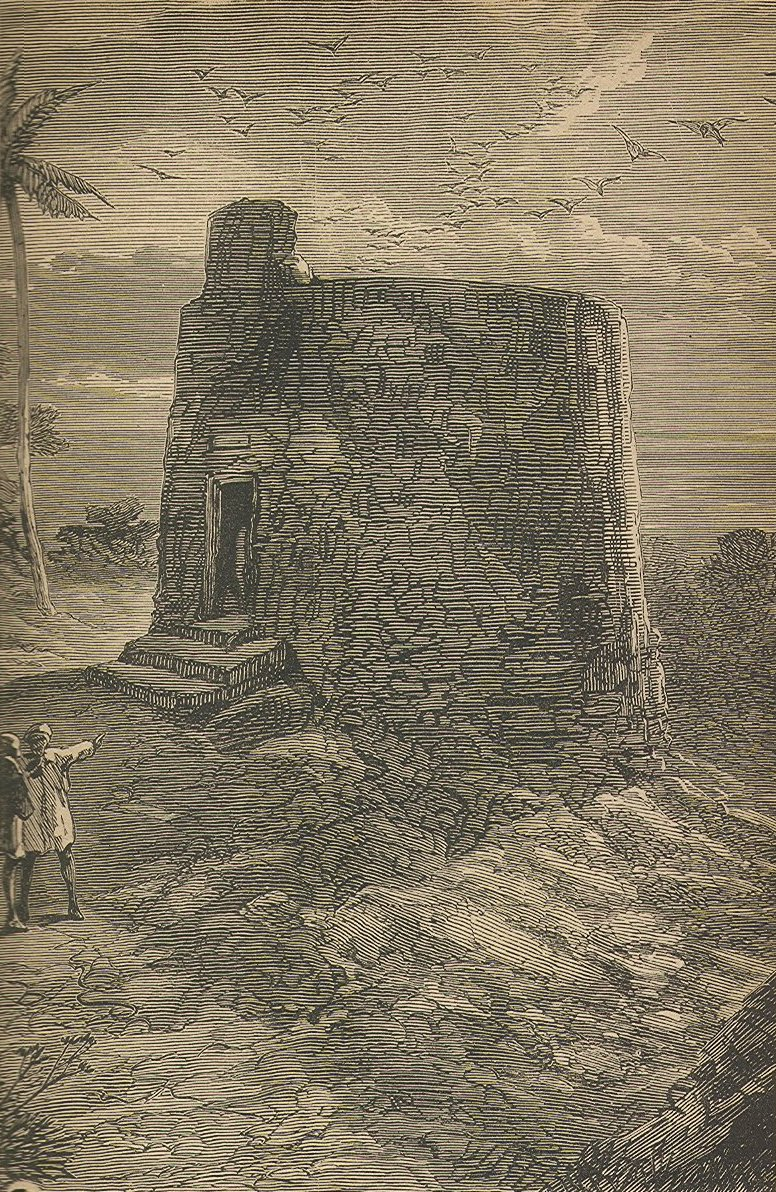
Гравюра конца XIX века с изображением зороастрийской башни молчания в Мумбаи

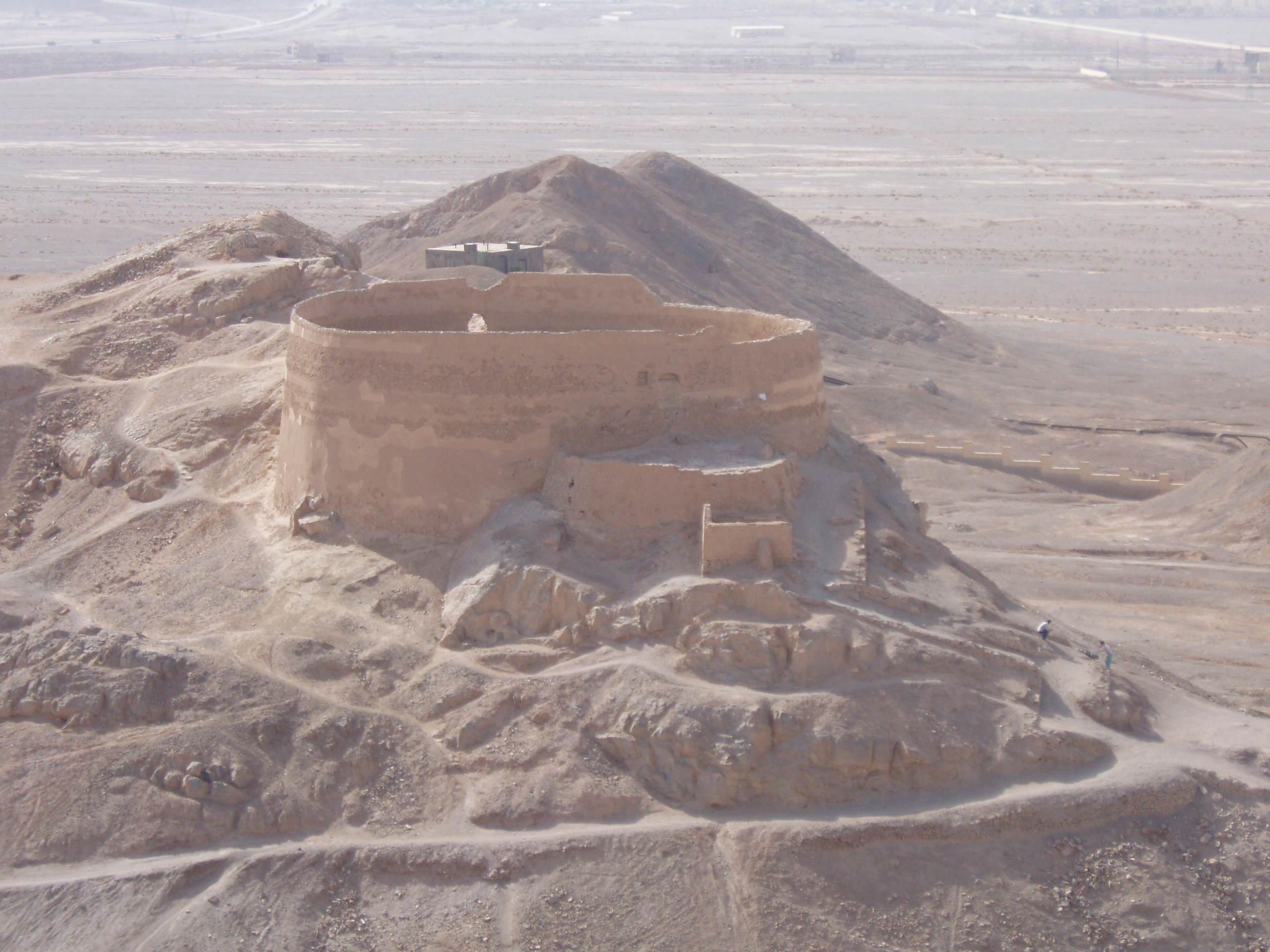
Дахма в иранском остане Йезд

Да́хма (перс. دخمه‎, ˈdäχ-mä) — круглое башенное сооружение, используемое в зороастрийской религиозной традиции для погребальных практик. В просторечии также именуется «башня молчания». На вершине таких башен выставляются трупы, которые обычно расклёвывают хищные птицы. Строительство башен молчания связано с положением в зороастризме, согласно которому «нечистое» мёртвое тело не должно предаваться ни земле, ни огню.

## Религиозное значение и конструкция
Дахмы обычно имеют высоту около 6 метров и сооружаются из кирпича или камня на возвышенностях (в древности некоторые иранские общины, проживавшие в горах, просто отгораживали участок склона сплошной кирпичной стеной). На решётчатых площадках на их вершине выкладываются мёртвые тела, которые затем расклёвывают птицы-падальщики. Эта платформа была недоступна взору снаружи, поскольку закрывалась высоким парапетом. К тому же башня не имела лестницы: её ставили специально для каждого поднятия на платформу, в остальное время сооружение было недоступно. Освобождённые от плоти кости собираются затем в глубокий колодец в центре башни. В этих колодцах кости продолжают тлеть и разрушаться, пока окончательные продукты распада не будут смыты дождевой водой. 
Согласно зороастрийскому богословию, тела умерших людей являются источниками нечистот, из-за чего они не должны соприкасаться с огнём и землёй — то есть с творениями Ахурамазды. Поэтому кремация и обыкновенные похороны исключаются. После смерти с телами производят необходимые ритуалы в течение трёх дней, поскольку лишь по их истечении душа покидает мир. В течение трёх суток близкие и священники молятся Сраоше, зороастрийскому ангелу, который впоследствии будет вести душу покойника на суд.

## История
В своей «Истории» Геродот вскользь упоминает, что «труп умершего перса погребается не раньше, как его разорвет птица или собака».
Первое известное упоминание о погребальных башнях относится к 30-м годам IX века, в переписке Атурфарнбага Фаррухзатана, лидера иранских зороастрийцев, и верующих из Самарканда, в письмах которой поднимается вопрос проведения обряда погребения при сломанной дахме, пока новая ещё не построена. Вероятно, однако, что башни строились уже в III—VI веках при Сасанидах. Слово «дахма», восходящее к индоевропейскому корню, означающему «хоронить», изначально обозначало любую могилу, но с расцветом строительства погребальных башен стало применяться главным образом к ним.
В Новое время с усилением реформистских тенденций в зороастризме башни постепенно вытеснялись из обращения, уступая место захоронению тел в гробах в цементированных могилах, что также позволяет избежать контакта нечистых трупов с землёй. В Тегеране зороастрийское кладбище — арамга — открылось в 1937 году, в Кермане — двумя годами позже, в провинции Йезд — в середине 1960-х годов. Ещё через десять лет единственным местом в Иране, где всё ещё использовалась дахма, оставался Шерифабад со своей консервативной общиной. Зороастрийцы Индии в этот же период переходят к кремации трупов, в особенности в перенаселённом Бомбее.

## Современное использование
В XXI веке дахмы ограниченно эксплуатируют индийские зороастрийцы, однако эта практика встречает сопротивление со стороны общественности и влечёт юридические тяжбы. В остальных странах, в том числе в Иране, зороастрийцы хоронят покойников согласно традициям, преобладающим в соответствующем регионе. Также использование дахм затруднено из-за практически полного исчезновения в регионе птиц-падальщиков, в результате чего процесс разложения тел идёт естественным путём. В целях сохранения традиции над одной из «башен молчания» в Индии установлена система солнечных рефлекторов, направляющих тепло для скорейшего разложения плоти, а также обсуждаются проекты по разведению при «башнях молчания» грифов.

#### Статьи
- Manfred Hutter. The Impurity of the Corpse (nasā) and the Future Body (tan ī pasēn): Death and Afterlife in Zoroastrianism (англ.) // Deuterocanonical and Cognate Literature Yearbook. — 2009. — December (vol. 2009, no. 2009). — P. 13–26. — ISSN 1614-337X.

#### Книги
- Mary Boyce. Zoroastrians: Their Religious Beliefs and Practices (англ.). — Routledge & Keegan Paul, 1979. — 252 p. — ISBN 978-0415239035.